# どろソース

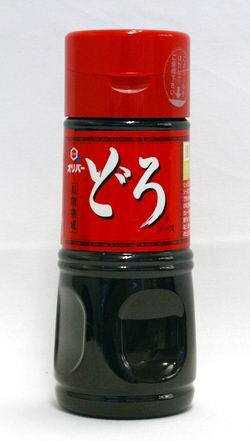
どろソース
360g

どろソースは、兵庫県神戸市の調味料メーカー・オリバーソースが製造販売しているソース。
同種のソースは「オリソース」「たまりソース」などの名称で他社からも発売されている。
「どろ」はオリバーソースの登録商標日本第3084659号であるが、この種のソースの一般的な呼称として用いられることも多い。

## 概要

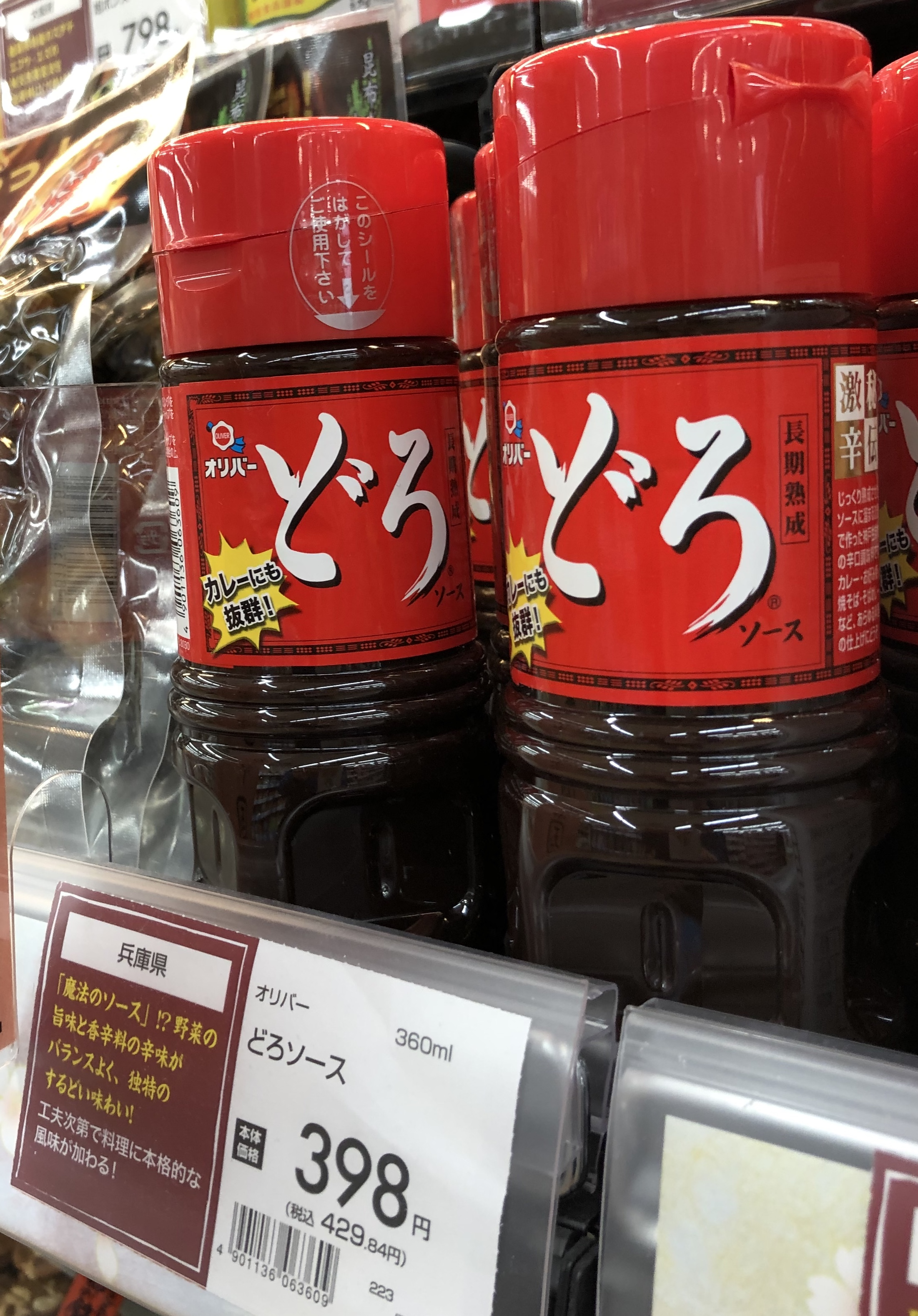
どろソース。
愛知県岡崎市の
スーパーマーケットにて。

ウスターソースの熟成期間中に底部に自然沈降した粘り気の多い沈殿物のことで、「澱（おり）ソース」と呼ばれている。
商品名の「どろ」はその粘りのある性状に由来するものである。
「どろ」はソース熟成時に必ず発生してしまう副産物で、野菜や果実、香辛料などの成分が豊富に含まれる。
基本的には商品価値のない廃棄物として処理されるが、強い旨味とコクのあるものとして業界内では知られており、オリバーソースの前身である道満調味料研究所も1936年から「配布」を行っていた。
昭和時代の神戸市内では、一部の飲食店で「少し辛めのかくし味」として扱われる知る人ぞ知る貴重品であった。特にお好み焼きを扱う店では珍重され、あの街のあの店には「辛いソース」がある、という噂が口コミで伝えられ、店によっては余程の常連にならなければお目にかかれないソースとして、言わば裏メニュー的な扱いをすることもあったほどである 。
オリバーソースは濃厚ソース中心に開発・製造・販売を行っており、その一環として1993年（平成5年）から沈殿製法と呼ばれるウスターソースの伝統的な製法によるソース製造に取り組むようになった。
芳醇なソースを造るために野菜や果実や香辛料をふんだんに使用して理想的な「ウスター母液」を作ると、製造時の沈殿物としての「どろ」の量も増大することになるが、オリバーはこの「どろ」を無償配布や廃棄ではなく、商品として売り出そうという逆転の発想を行ったことで、その成分や品質も安定するようになり、質と量の両面でこの「どろ」を商品化することが可能になった。
こうして同年3月から「どろソース」の製造・販売が行われるようになった。
発売当初から順調に売り上げを伸ばし、さらにそばめしブームの影響でテレビ番組で採り上げられた直後の2000年（平成12年）12月には前月比60%増と急増するなど。そばめしブームを活かして売上を年々拡大した。
その結果、こだわり商品の一つとしてスーパーなどのソース売場で販売されるようになり、オリバーソースを代表する商品として業務用・家庭用で発売されるようになった。
沈殿成分の主なものは香辛料であるためかなり刺激が強く，調理に使用する際は使い過ぎに気を付ける必要がある（隠し味程度で十分である）。

## 製品ラインアップ
- どろソース[10]
- 辛さ5倍どろソース[11]
- どろ仕込みお好みソース[12]
- どろ仕込み焼そばソース[13]
- お好みソース ちょびっとどろ[14]
- 焼そばソース ちょびっとどろ[15]
- クライマックス・ヴィンテージ3年仕込み どろソース[16]
- 長田ソース[17]
- 激辛コテコテたまりソース

## 同種の他社製品
- ブラザーどろからソース - 森彌食品 ･ 神戸市
- ばらソース旨辛どべ - ばら食品 ･ 神戸市
- タカラたまりソース - 神戸宝ソース食品 ･ 神戸市
- プリンセスソースどろから - 平山食品 ･ 神戸市
- 激辛とんかつドリームソース - 木戸食品 ･ 明石市
- ヒシ梅タマリソース - 池下商店[18] ･ 大阪市
- 大黒おりソース - 大黒屋 ･ 大阪市
- ツバメオリソース[19] - ツバメ食品 ･ 京都市
- 蛇の目オリ・ソース[20] - 廣田本店 ･ 亀岡市